# فرودگاه آبی هرنپاین
فرودگاه آبی هرنپاین (به انگلیسی: Hornepayne Water Aerodrome) یک فرودگاه خصوصی است که یک باند فرود آب دارد. این فرودگاه در کشور کانادا قرار دارد و در ارتفاع ۳۳۵ متری از سطح دریا واقع شده‌است.